# 羅皇太后
羅皇太后（らこうたいごう、生没年不詳）は、成漢の初代皇帝李雄の母。夫は李特。略陽郡の出身。兄は西晋の僕射の羅演。

## 生涯
巴氐族の李特に嫁ぎ、李蕩と李雄を生んだ。
元康6年（296年）、斉万年の乱や連年に渡る飢饉により関西が荒廃すると、李特は数万家の流民を従えて益州へ移り、羅夫人もまた夫に付き従った。
永寧元年（301年）、李特は益州刺史羅尚と対立し、遂に反乱を起こした。李特が羅尚に敗れて戦死すると、その弟の李流が後を継いだ。
建初元年（303年）3月、羅尚は牙門左氾・黄訇・何沖を派遣して三道から李流の北営を攻撃した。李流らは涪陵の薬紳討伐に赴いていたので不在であり、何沖が北営を攻撃すると営内にいた氐族の苻成と隗伯が呼応した。北営にいた羅夫人はこれを知ると、自ら甲冑をまとって戦いに臨んだ。途中、隗伯に襲われて目を斬りつけられたが、羅夫人はひるまず戦い、李流らが戻ってくるまで持ちこたえた。
建興元年（304年）、後を継いだ李雄が成都王に即位すると、羅夫人は王太后に立てられた。
晏平元年（306年）6月、李雄が帝位に即くと、皇太后に立てられた。その後、時期は不明だが数年の内に死去した。
李雄は母の死を悲しみ、巫覡の言葉を信じ込んで多くの禁令を設けるようになり、さらに母の遺体を埋葬する事を拒んだ。司空趙粛がこれを諌めると李雄は従ったが、その後さらに母の為に三年の喪に服そうと思うようになり、群臣は強く反対したが従わなかった。叔父の李驤や任回が冠を脱ぎ涙を流して説得にすると、李雄はようやく喪服を解き、再び親政を始めたという。
兄の娘である羅夫人は2代皇帝李班を生んだが、李班の死後に羅演ともども殺害された。

## 伝記資料
- 『晋書』載記第20・21
- 『十六国春秋』巻79